# Estación de Pombal
La Estación Ferroviaria de Pombal, más conocida como Estación de Pombal, es una plataforma ferroviaria de pasajeros de la Línea del Norte, que sirve a la ciudad de Pombal, en el Distrito de Leiría, en Portugal.

## Historia

### Siglo XXI
En enero de 2011, estaba prevista la realización de obras de mantenimiento de catenaria en esta estación, entre el primer y cuarto trimestres de 2012.

## Características

### Localización y accesos
Se encuentra junto a la Avenida Salgueiro Maia, en la localidad de Pombal.

### Descripción física
En enero de 2011, contaba con 6 vías de circulación, con extensiones entre los 499 y 1.015 metros; solo las primeras 3 líneas eran servidas por plataformas, con 329 y 306 metros de longitud, y 55 centímetros de altura.